# Boeing X-51

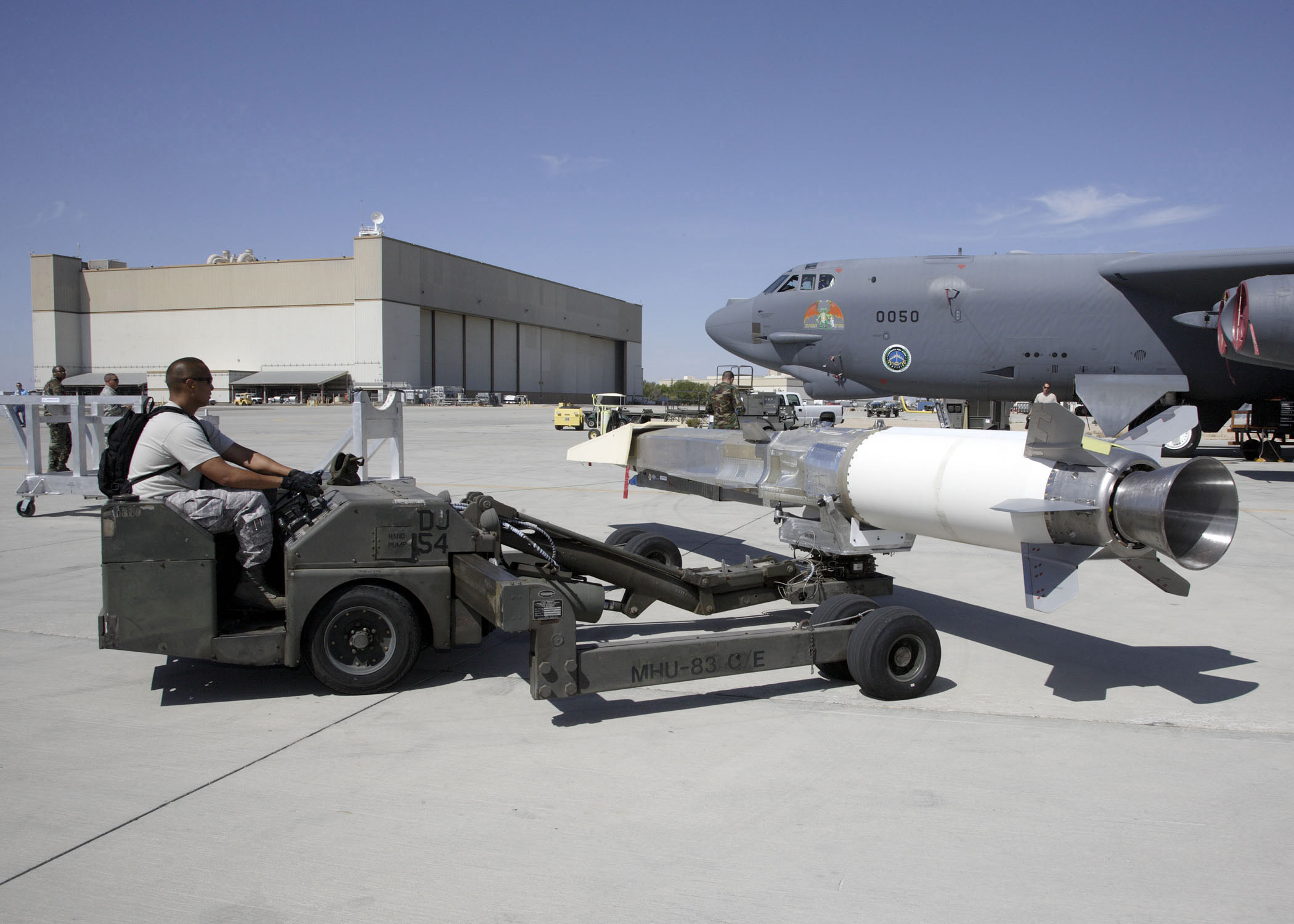
Установка Boeing X-51 на бомбардувальник B-52 «Стратофортресс»

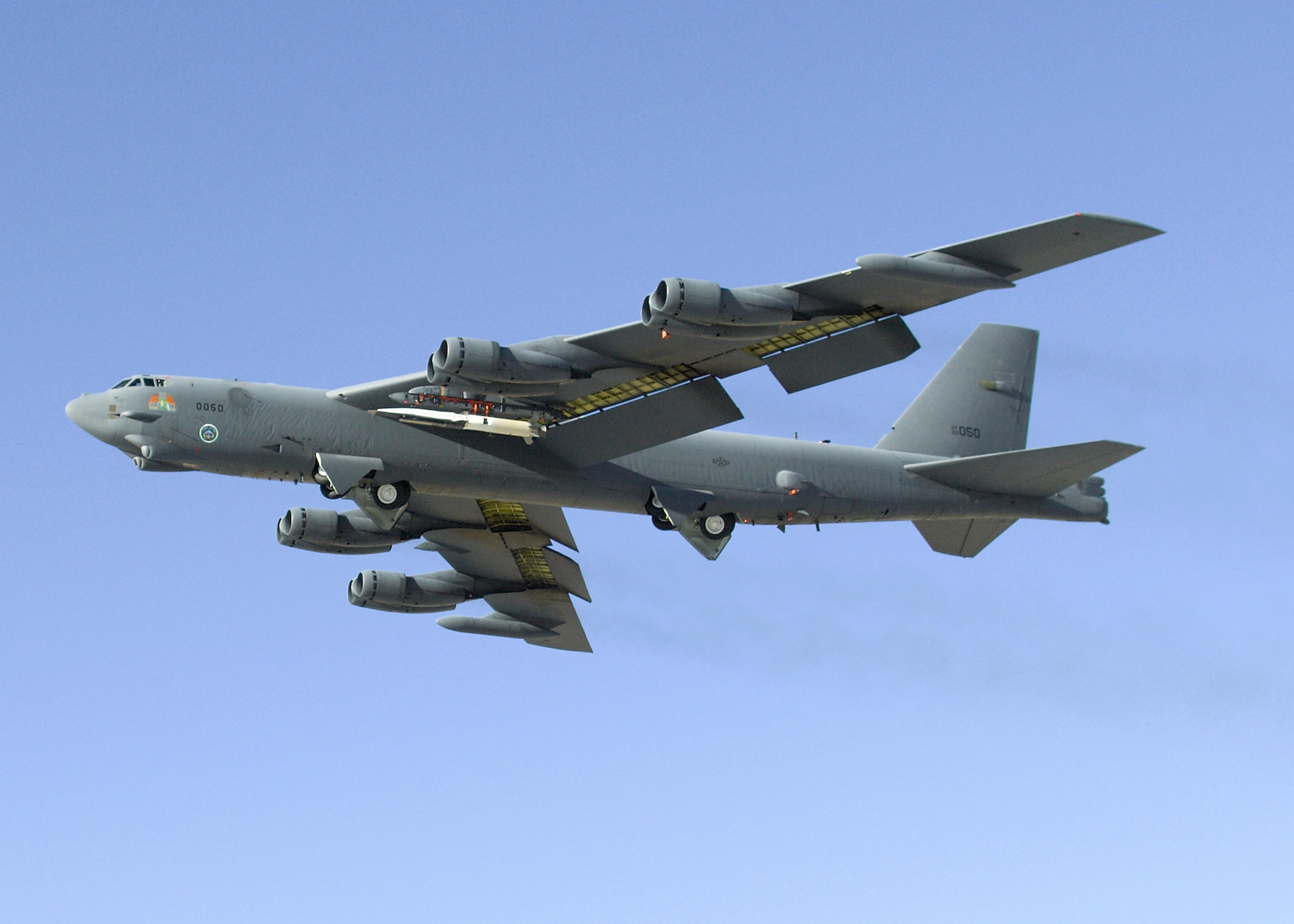
Boeing X-51 під крилом бомбардувальника B-52 «Стратофортресс»

Boeing X-51, або X-51 WaveRider — американська випробувальна гіперзвукова крилата ракета. Розробка йде в рамках концепції «швидкого глобального удару», основна мета  — скоротити час підльоту високоточних крилатих ракет.

## Загальна характеристика
Програма розробки гіперзвукової крилатої ракети Boeing X-51 «WaveRider», яка була розпочата в 2005 році, фінансувалася і здійснювалася спільно ВПС США, DARPA, NASA, Boeing та Pratt & Whitney Rocketdyne. Згідно з проєктом, X-51A повинна розвивати максимальну швидкість 6 — 7 М (6500—7500 км/год). У ході першого самостійного польоту апарат повинен розвинути швидкість у 4,5 Маха.
Boeing X-51 — представник апаратів типу "вершник хвиль". Ударна хвиля формується в носовій частині апарату при його надзвуковому русі. Двигун X-51 не здатний самостійно розігнати апарат до надзвукової швидкості, тому для випробувань використовують розгінну ракету.

## Випробування
Навесні 2007 року пройшли випробування двигуна ракети SJX-61 компанії «Pratt & Whitney». Випробування ракети були проведено в 2009 році, а прийняття на озброєння планувалося у 2017 році.
У середині грудня 2009 року ВПС США провели перші повітряні випробування X-51A, який провів у повітрі 1,4 години будучи підвішеним до спеціального кріплення на бомбардувальнику B-52. У ході польоту проводилася перевірка впливу підвішеного апарату на керованість літаком, а також взаємодії електронних систем X-51A і B-52.
26 травня 2010 в США відбувся перший політ гіперзвукової ракети X-51A «WaveRider», повідомляє Aviation Week. Випробування були визнані успішними.
Під час випробувань B-52, з X-51 на борті, піднявся на висоту 15,2 км над Тихим океаном та запустив X-51. Розгінний ступінь — твердопаливна ракета MGM-140 ATACMS розігнала апарат до швидкості 4.5 М після чого X-51 включив власний двигун SJY61 який і розігнав його до швидкості близько 6 М. Відомо, що двигун пропрацював близько трьох з половиною хвилин із запланованих п'яти, що в той час було рекордом тривалості польоту літального апарата з ГППРД.
Цей рекорд було перевершено в 2013 році, коли ракета рухалась із гіперзвуковою швидкістю із використанням ГППРД протягом 210 секунд.

## Відео
- US Air Force tests new hypersonic missile [Архівовано 11 грудня 2015 у Wayback Machine.]
- X-51 Test Flight [Архівовано 21 серпня 2014 у Wayback Machine.]